# Pedro I, Conde de Alençon
Pedro I (Atlite, c. 1251 – Régio da Calábria, 6 de abril de 1284) foi filho de Luís IX de França e Margarida da Provença. Tornou-se Conde de Alençon em 1269 e em 1284, Conde de Blois e Chartres, e Seigneur de Guise em 1272 e 1284. Foi também Conde de Perche.

## Vida
Pedro nasceu em Atlite, Reino de Jerusalém, enquanto seu pai liderava a Sétima Cruzada. De volta à França, morou em Paris até 1269, quando seu pai lhe deu em apanágio o Condado de Alençon. Ele acompanhou seu pai a Túnis durante a Oitava Cruzada (1270), mas esta expedição foi um fiasco, por causa da epidemia de disenteria que dizimou o exército de cruzados. Seu pai e seu irmão João Tristão sucumbiram à doença.
Após a morte do rei Luís XI em 1270, seu irmão Filipe, tornou-se rei da França. Um dos primeiros atos de Filipe III foi nomear Pedro como regente no caso de sua morte. Por volta dessa época, o capelão André da Hungria se juntou à corte de Pedro. Ele escreveu uma história da conquista da Sicília por Carlos de Anjou e a dedicou ao conde.
Em dezembro de 1282, durante as Vésperas da Sicília, Pedro marchou com seu exército para Nápoles para ajudar seu tio Carlos I de Anjou, parando no Régio da Calábria. Em janeiro de 1283, ele estava em Catona, um subúrbio de Régio, quando foi atacado por mercenários aragoneses e morto. Seu corpo foi levado para Paris, onde foi enterrado, com seu coração enterrado na igreja agora demolida do Couvent des Jacobins. Após sua morte sem filho sobrevivente, sua porção de Alençon retornou à Coroa. Sua viúva não se casou novamente e vendeu Chartres em 1286 ao rei Filipe IV, o Belo. Com sua morte, Guise e Blois passaram para seu primo Hugo da Casa de Châtillon.

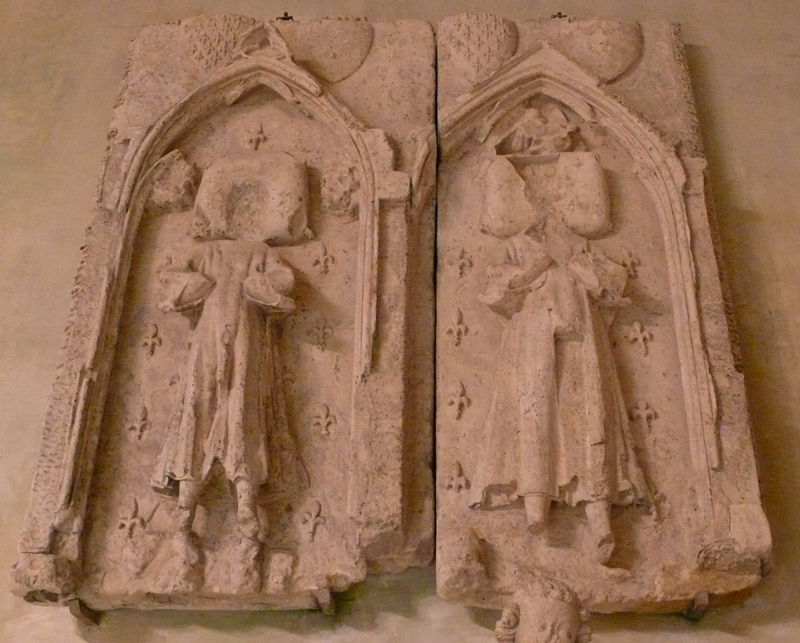
Tumba dos filhos de Pedro

## Casamento
Pedro casou-se em 1272 com Joana, Condessa de Blois, que lhe trouxe as terras de Blois, Chartres e Guise. Seus filhos foram:
- Luís (1276-77)
- Felipe (1278–79)